# Liste des parcs et jardins de Nantes

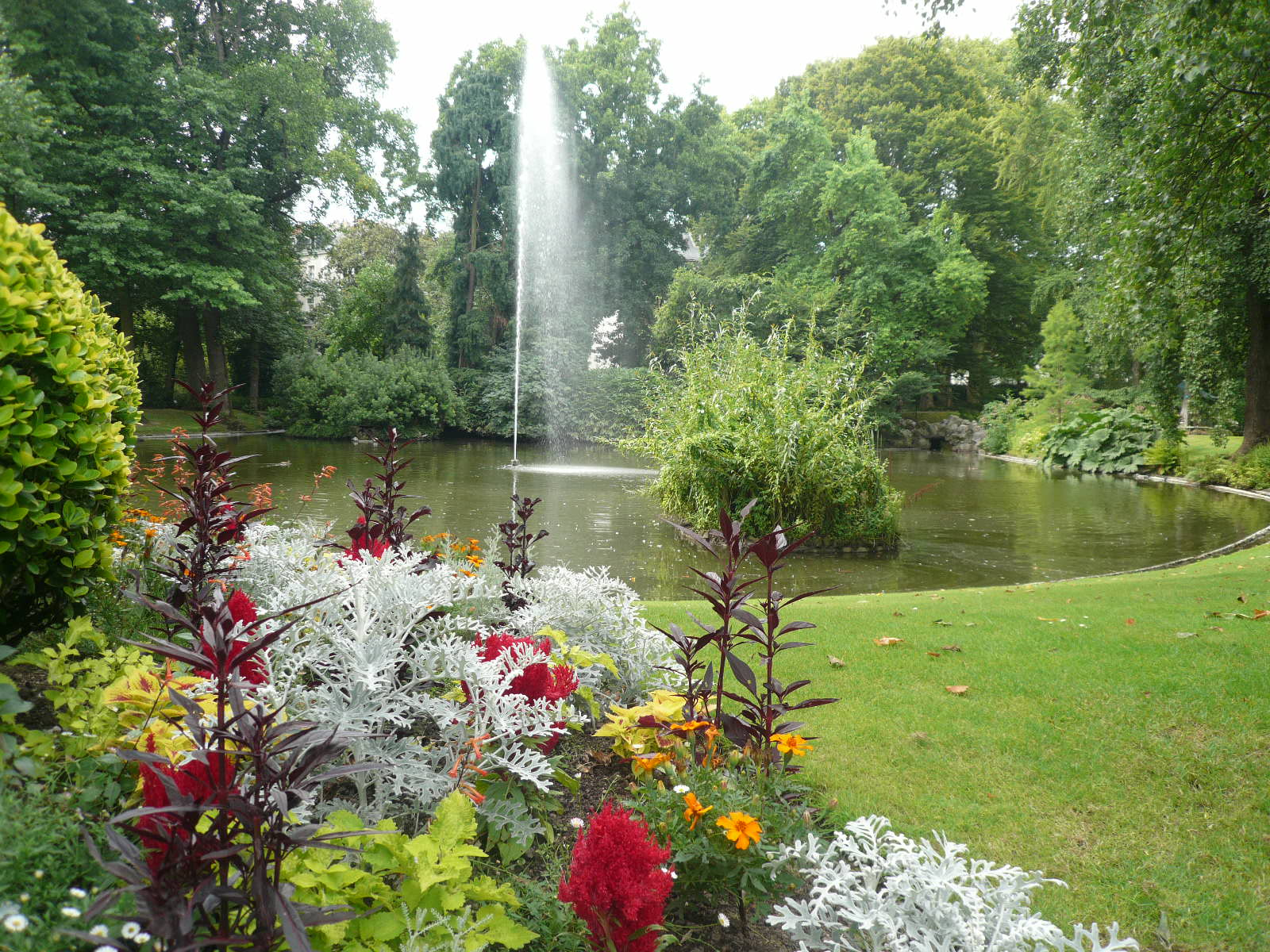
Le Jardin des plantes.

Nantes est une ville fleurie qui a obtenu quatre fleurs avec distinction Grand Prix aux palmarès 2006 et 2007 du concours des villes et villages fleuris.  
Le « service des espaces verts et de l'environnement » (SEVE) de la ville recense 101 parcs, jardins, cours, places et squares sous sa responsabilité totalisant une superficie de 218 hectares, sur les 1 050 hectares d'espaces verts que compte la commune (soit, en 2008, une surface de 37 m2 d’espaces verts par habitant ; avec les 24 communes de Nantes Métropole, chaque habitant de l'agglomération nantaise dispose, en 2010, de 57 m2 d’espaces verts, soit un total de 3 366 hectares). 24 de ces parcs et jardins sont clos. 
En 2013, la ville de Nantes a été élue Capitale verte de l’Europe par la commission européenne. 
En 2015, selon un palmarès établi par l'Union nationale des entreprises du paysage (UNEP), Nantes est classé deuxième ville la plus verte de France, derrière Angers.  
En 2017, l'Observatoire des villes vertes, créé par l'UNEP et Hortis (organisation rassemblant les responsables d’espaces nature en ville) confirme cette deuxième place derrière Angers et est, par ailleurs, la première ville de France à investir le plus dans le développement de son patrimoine végétal avec 135 € par an et par habitant (soit trois fois plus que la moyenne nationale avec 46,50 €),. Cette tendance est de nouveau confirmée par le classement paru en 2020,.

## Jardin des plantes
À l'origine du Jardin des plantes, le jardin des Apothicaires, qui fut baptisé « entrepôt pour le jardin des plantes de sa Majesté » en 1725. La mission du lieu est alors de fournir les apothicaires en plantes médicinales. Créé en 1807 et ouvert au public en 1865, le Jardin des plantes est conçu selon les critères en vogue au XIXe siècle. La tradition de la mosaïculture y est maintenue, la décoration florale est agrémentée d'un grand nombre de cascades et pièces d'eau. On trouve dans ce parc de 73 280 m2, appelé officiellement jardin botanique, une collection d'épiphytes, une autre de cactées et succulentes, une présentation de la flore du Massif armoricain, une collection de camélias, et enfin le plus vieil arbre du jardin, le magnolia d'Hectot, planté en 1807 à l'âge de seize ans, sans doute remplacé dans les années 1880 par un autre magnolia, qui a repris le nom de « magnolia d'Hectot », devenu plus que centenaire.

## Jardin japonais de l'Île de Versailles

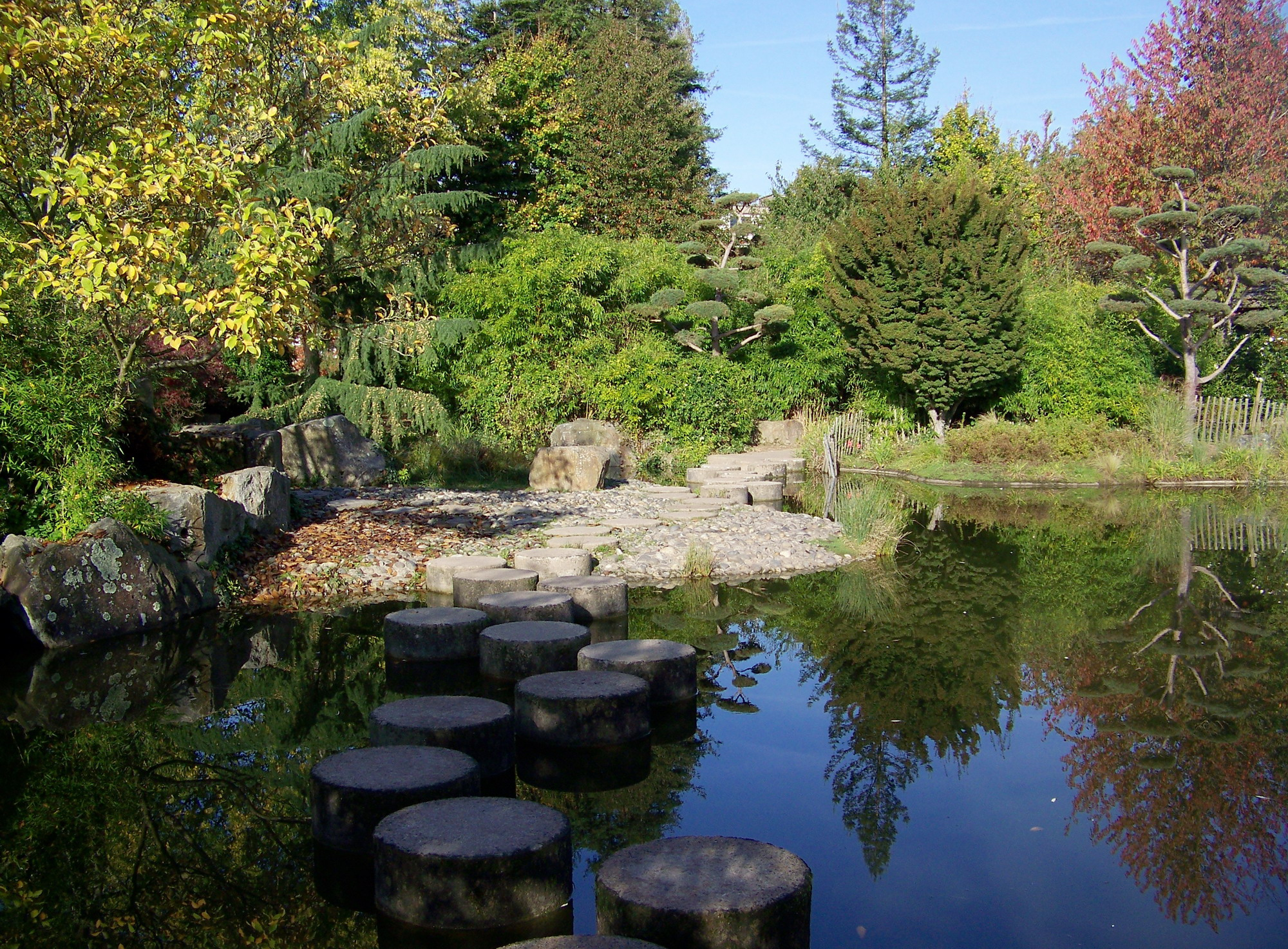
Aperçu du jardin japonais de l'Île de Versailles

Le jardin japonais de l'Île de Versailles, qui couvre 15 000 m2, a été inauguré en 1987 après que la ville de Nantes eut achevé l'acquisition de l'île en 1986. Le thème du site se concrétise par un paysage de rocailles, de cascades, de plans d'eau, entourés de bambous, cerisiers du Japon, rhododendrons, camélias et cyprès chauves.

## Parc de Procé

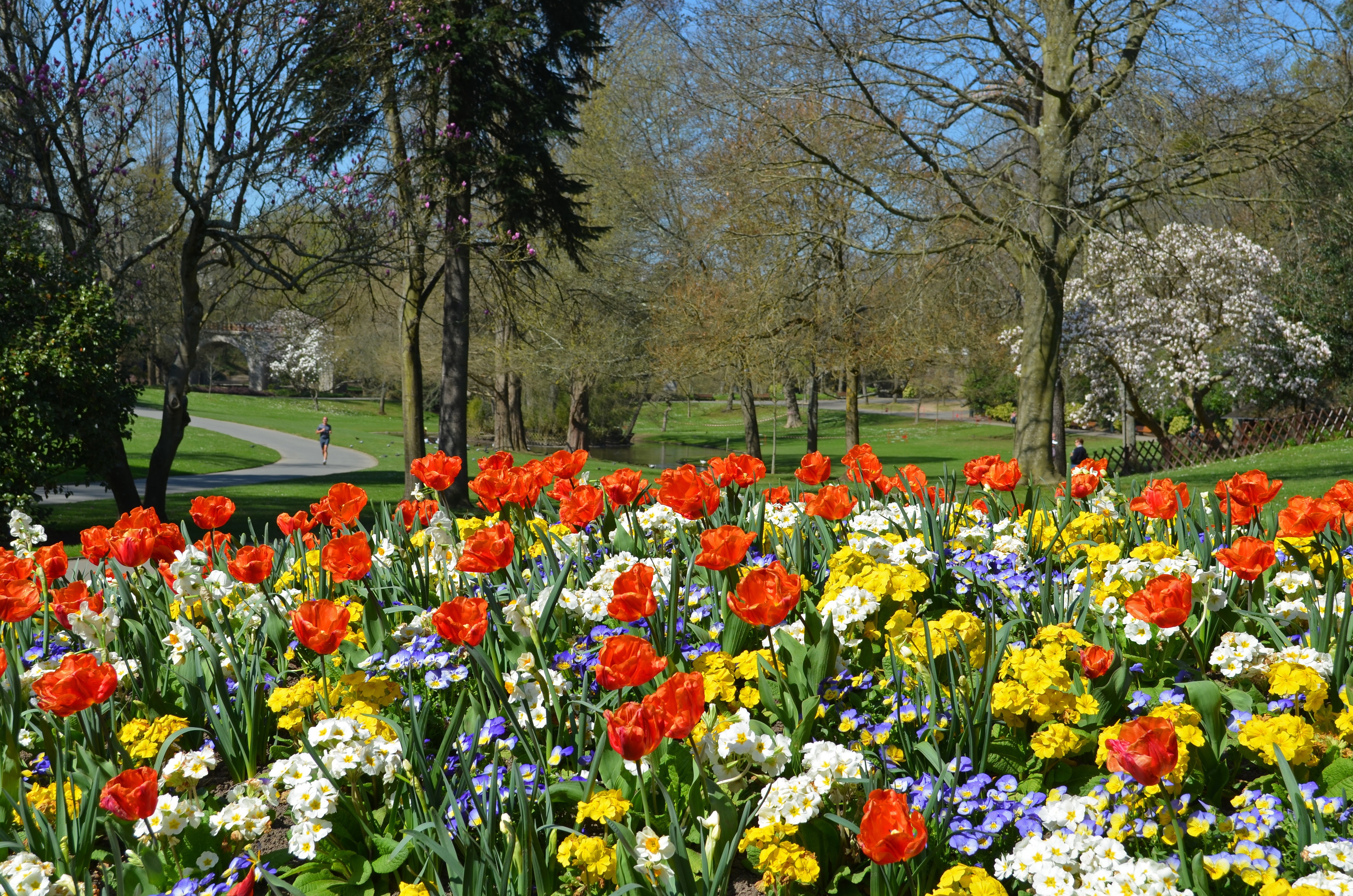
Parc de Procé

Plus classique, le parc de Procé était à l'origine le domaine entourant un manoir bâti en 1789. Le patrimoine végétal du parc s'est peu à peu enrichi avec des rhododendrons, magnolias, fuchsias, dahlias et bruyères. On note la présence d'un des plus vieux tulipiers de Virginie (Liriodendron tulipifera) de France. Le site de 15 000 m2 est orné entre autres de quatre statues (l'Agriculture, la Forêt, la Botanique et la Sculpture) provenant de l'ancien Palais du Trocadéro de Paris.

## Parc de la Gaudinière
Ancienne portion du parc du château de la Gaudinière créé au XVIIIe siècle, acheté par la ville en 1936, il actuel n'est qu'une partie du domaine d'origine, l'ensemble ayant été divisé en trois parcelles : une pour un cimetière, une pour un centre de rééducation et la troisième pour le parc public. En 1992, la ville rachète la partie entourant le château. Outre la difficulté de composer avec ce morcellement, les paysagistes de la ville doivent lutter contre les effets du ravinement dû à l'urbanisation croissante. Le parc est donc articulé autour des plans d'eau dessinés pour atténuer l'action des pluies d'orage. Le paysage de roches, de type alpin, est agrémenté de rhododendrons nains et arbustifs ainsi que de plantes vivaces de montagne, un ensemble très décoratif au printemps. Plus tôt dans l'année, ce sont 300 000 crocus, narcisses, tulipes et jacinthes qui égayent le site, faisant écho à l'ancien nom local de Val d'or hérité des jonquilles sauvages qui tapissaient autrefois l'endroit.

## Parc floral de la Beaujoire
Le parc floral de la Beaujoire a été créé à l'occasion des Floralies de 1971 et est attenant au parc des expositions (doté de l'une des plus grandes fontaines monumentales d'Europe), avec lequel il constitue un ensemble de 133 000 m2 et qui constitue sa partie nord. Celle-ci est dédiée sur 12 hectares à l'horticulture, principalement axée sur la rose, à laquelle trente-et-un sites sont consacrés et permettent l'exposition de 25 000 rosiers de 1 500 espèces différentes. On trouve également dans le parc un jardin d'iris, un autre de bruyères et une partie consacrée aux plantes vivaces.

## Parc de la Chantrerie
Acquis par la ville en 1972, le parc de la Chantrerie a le même concepteur que le parc de Procé. Longeant l'Erdre sur 900 m, il couvre 176 600 m2. Il abrite des hêtres pourpres, des chênes, des platanes, des cèdres, des châtaigniers et des épicéas dont certains sont plusieurs fois centenaires. Une ferme pédagogique est basée sur le site.

## Parc du Grand-Blottereau
C'est l'armateur Thomas Dobrée (1810-1895) qui a légué le parc du Grand-Blottereau à la ville de Nantes. Près du château du XVIIIe siècle construit par Jean-Baptiste Ceineray, une serre permet de cultiver diverses plantes exotiques utilitaires : riz, coton, café, cacao, ébène, acajou, vétiver. Le parc de 192 660 m2 abrite également des espèces exotiques d'arbres (mimosas, eucalyptus, oliviers, grenadiers). Une zone potagère expose des agrumes (mandarine, citron, pamplemousse) mais aussi des piments, doliques, arachides.

## Parc des Chantiers
Ce parc de 13 hectares aménagé au début des années 2000 sur l'ancien site des anciens chantiers navals Dubigeon au nord-ouest de l'île de Nantes, le parc rassemble patrimoine industriel, architecture contemporaine et œuvres d'art, le tout agrémenté d'espaces de verdure, de quatre jardins thématiques, d'une plage sur la Loire et d'un ponton offrant une vue sur le fleuve.

## Square Élisa-Mercœur
Créé au lendemain de la Seconde Guerre mondiale sur les remblais des anciens bras de la Loire qui furent précédemment comblés, ce parc 2 000 m2 présente de nombreux essences variées, dont l'un des premiers séquoïas de Chine introduit en Europe.

## Jardin des Cinq Sens
Situé sur l'île de Nantes, à proximité du Conservatoire à rayonnement régional de Nantes et du Lycée Nelson-Mandela, le jardin des Cinq Sens a pour vocation de stimuler la perception des visiteurs. Sur le parcours tracé sur les 5 677 m2 du parc, outre la vue habituellement mise à contribution dans les parcs, on sollicite l'ouïe avec la fontaine musicale et les jets d'eau, l'olfaction avec les végétaux odorants, le toucher avec le cadran solaire à touches thermiques ou avec les différents matériaux composant le sol et les reliefs y figurant, et enfin le goût avec des plantations d'arbustes à petits fruits. Fermé au public durant plusieurs mois pour cause de réaménagement, il est de nouveau accessible depuis 2015.

## Arboretum du Cimetière parc
Avec 71 937 m2 situés aux limites septentrionales de la commune, le cimetière parc accueille de nombreux visiteurs malgré la destination sépulcrale des lieux. Par son importance, il a déjà permis d'accueillir de nombreuses introductions végétales conférant à l'ensemble le rôle d'arboretum, qui est, de plus, la plus grande pépinière à ciel ouvert de la ville avec plus de 11 000 arbres et arbustes. Celui-ci recueille d'importantes collections de houx (179 taxons), de chênes (85 taxons), de viornes (90 taxons), de camellias (396 taxons), d’érables (47 taxons) et de cornouiller (62 taxons).

## Petite Amazonie
La « petite Amazonie », seul site classé Natura 2000 en milieu urbain, est un marécage sauvage situé au nord du quartier Malakoff et au sud de la gare. Le site est interdit au public mais des visites guidées sont organisées par la Ligue pour la protection des oiseaux.

## Parc des Oblates
C'est le 100e parc inauguré sur le territoire de la commune au printemps 2013. Les 3 hectares du parc des Oblates ont été aménagés dans la plus grande partie de l'ancien jardin du couvent de la Congrégation des sœurs franciscaines oblates du Sacré-Cœur, situé dans le quartier de Chantenay et acheté par la ville en 2011. Ouvert au public le 28 juin 2013, il comporte un chemin creux bordé de pins parasols descendant jusqu'à une « Maison de l'apiculture », ainsi qu'une vaste prairie conservée à  l'état naturel.

## Jardin extraordinaire

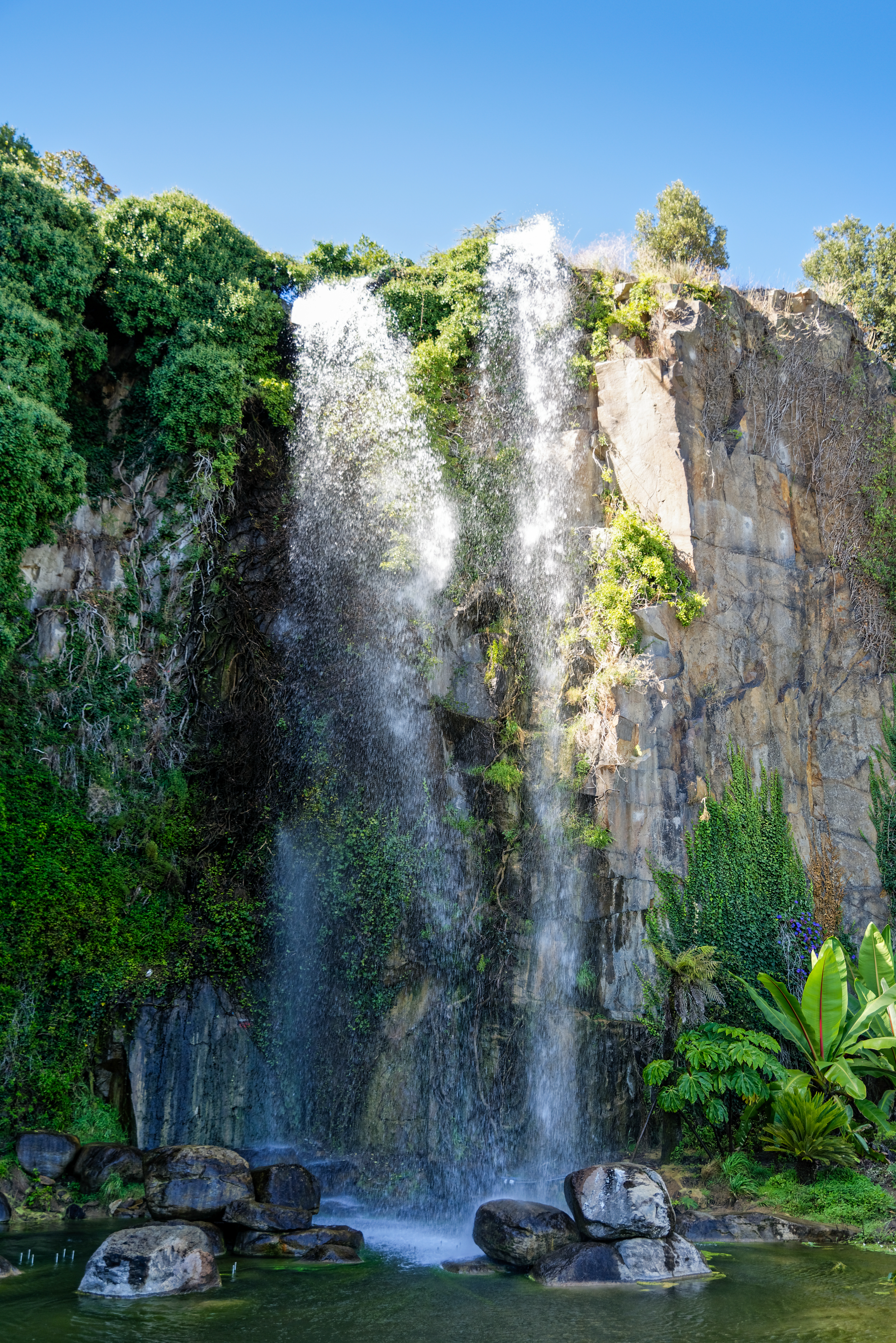
Jardin extraordinaire et sa cascade

Ce 101e parc inauguré à l'automne 2019 se trouve dans le quartier du Bas-Chantenay sur la partie ouest de la carrière de Miséry. S'étendant actuellement sur 1,2 hectare, son extension est prévue sur l'ensemble de la carrière d'ici à 2022 où il doit accueillir l'Arbre aux Hérons.

## Autres espaces verts
(liste non exhaustive)
- le jardin des Fonderies
- le jardin Mabon
- le jardin de la Psalette
- le jardin du Réservoir
- le jardin Say
- le parc de Beaulieu
- le parc des Berges
- le parc de Bottière-Chénaie
- le parc de Broussais
- le parc des Capucins
- le parc de la Crapaudine
- le parc des Dervallières
- le parc potager du Croissant
- le parc potager de la Fournilière
- le parc de la Moutonnerie
- le parc de la Noë Mitrie
- le parc du Plessis-Tison
- le parc de la Roche
- le square Amiral-Halgan
- le square de l'Appel-du-18-juin-1940
- le square Benoni-Goullin
- le square des Combattants-d'Afrique-du-Nord
- le square Commandant-Aubin
- le square Commandant-Lacroix
- le square Docteur-Louis-Bureau
- le square de la Délivrance
- le square de l'Édit-de-Nantes
- le square Étienne-Destranges
- le square Faustin-Hélie
- le square Gabriel-Chéreau
- le square Gisèle-de-Failly
- le square Gustave-Roch
- le square de la Halvèque
- le square Jacques-de-Bollardière
- le square Jean-Baptiste-Daviais
- le square Jean-Heurtin
- le square Jean-Le-Gigant
- le square Jules-Bréchoir
- le square Julien-François-Vaudouer
- le square du Lait-de-mai
- le square du Maquis-de-Saffré
- le square Marcel-Launais
- le square Marcel-Moisan
- le square Maurice-Schwob
- le square des Rossignols
- le square Saint-François
- le square Vertais
- la vallée du Cens